# Chuyến bay 103 của Pan Am
Chuyến bay 103 của Pan Am là một chuyến bay theo lịch trình vượt Đại Tây Dương mỗi ngày thứ ba của Pan Am từ Sân bay London Heathrow tới Sân bay quốc tế John F. Kennedy. Ngày 21 tháng 12 năm 1988, chiếc máy bay bay tuyến bay này, chiếc Boeing 747-121 có số đăng bạ N739PA và được hãng đặt tên Clipper Maid of the Seas, đã nổ tung khi đang bay trên bầu trời Lockerbie, Dumfries và Galloway, Scotland, Anh khi một loại chất nổ nặng khoảng 340-450g kích nổ ở khoang chứa hàng trước, gây ra một chuỗi sự kiện khởi đầu cho việc phá hủy nhanh chóng của máy bay. 270 người từ 21 quốc gia thiệt mạng, kể cả 11 người ở mặt đất. Với 189 hành khách thiệt mạng là người Mỹ, vụ tai nạn trở thành sự cố hàng không tồi tệ nhất nước Anh và là vụ tấn công khủng bố tệ hại nhất chống lại nước Mỹ cho đến vụ 11/9, đồng thời một phần dẫn đến sự sụp đổ của hãng hàng không Pan Am .

## Máy bay bị nạn

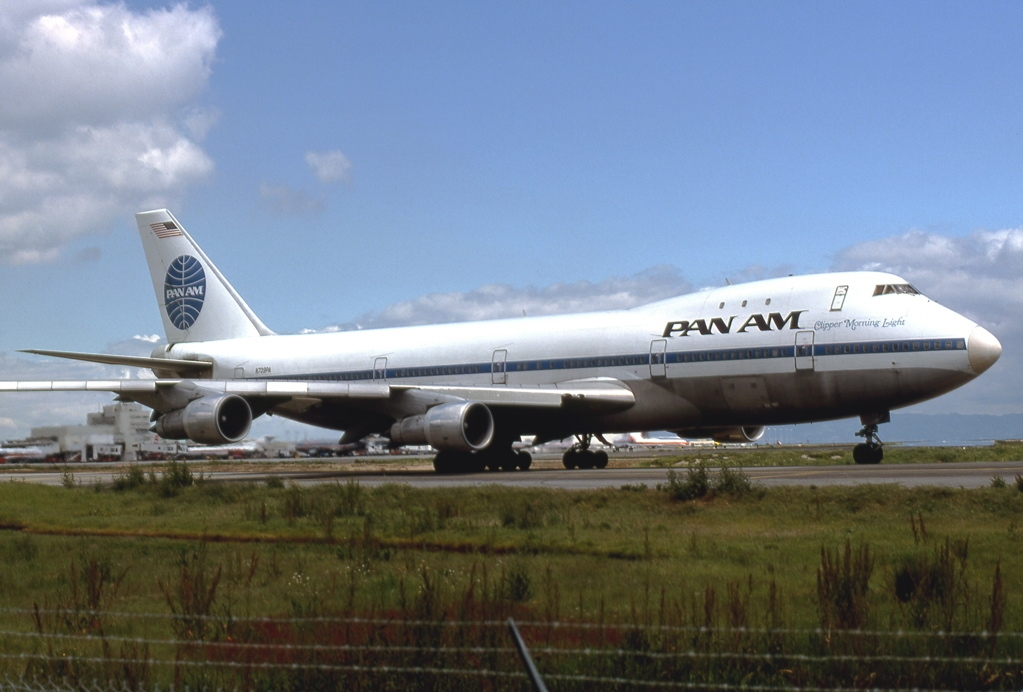
N739PA với tên gọi Clipper Morning Lights tại Sân bay quốc tế San Francisco năm 1978

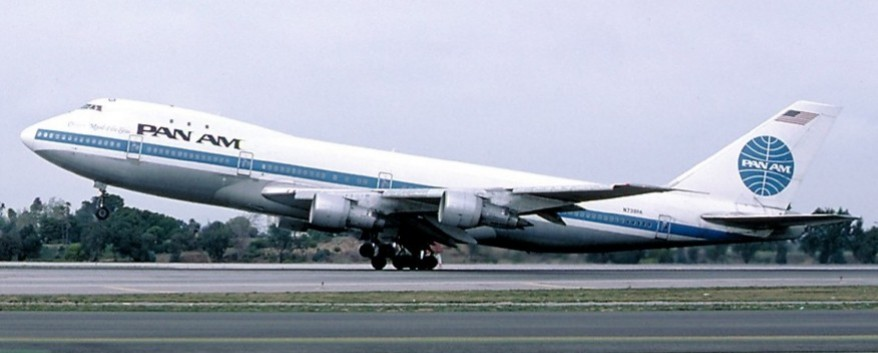
N739PA với tên gọi Clipper Maid of the Seas tại Sân bay quốc tế Los Angeles năm 1987. Vụ nổ gần như xảy ra ngay dưới chữ A thứ hai trong "Pan Am" ở phía bên này của thân máy bay, trong hầm hàng trước.

Chiếc máy bay của chuyến bay 103 này là một chiếc Boeing 747–121 có tên Clipper Maid of the Seas. Đây là chiếc 747 thứ 15 được sản xuất và giao hàng vào tháng 2 năm 1970, một tháng sau khi chiếc Boeing 747 này hoạt động cho hãng Pan Am.

## Chuyến bay
Pan Am 103 có nguồn gốc là chuyến bay nối chuyến tại Sân bay Frankfurt, Tây Đức, sử dụng máy bay Boeing 727 và số hiệu chuyến bay PA103-A. Cả Pan Am và TWA đều thường xuyên thay đổi loại máy bay khai thác các chặng bay khác nhau. PA103 có thể được đặt theo hành trình Frankfurt–New York hoặc Frankfurt–Detroit, mặc dù việc thay đổi máy bay theo lịch trình đã diễn ra tại Sân bay Heathrow của London.
Sau vụ đánh bom, số hiệu chuyến bay đã được thay đổi, phù hợp với thông lệ tiêu chuẩn của các hãng hàng không sau thảm họa. Chỉ trong vài ngày, tuyến Frankfurt–London–New York–Detroit đã được phục vụ bởi Chuyến bay 3 của Pan Am cho đến khi công ty này giải thể vào năm 1991.[15]

## Khoảng thời gian

### Khởi hành
Khi đến Nhà ga số 3 Heathrow vào ngày xảy ra thảm họa, các hành khách và hành lý của họ (cũng như một chiếc vali không có người đi kèm là một phần của hành lý nối chuyến trên chuyến bay trung chuyển) đã được chuyển thẳng đến Clipper Maid of the Seas, nơi trước đó đã chuyến bay khởi hành từ Los Angeles và đến qua San Francisco. Chiếc máy bay khai thác chặng xuyên Đại Tây Dương của chuyến bay đã lùi lại khỏi nhà ga lúc 18:04 và cất cánh từ đường băng 27R lúc 18:25, đi đến Sân bay JFK New York và sau đó là Sân bay Detroit Metropolitan Wayne County. Trái ngược với nhiều câu chuyện phổ biến về thảm họa (mặc dù được lặp lại với tài liệu tham khảo bên dưới), chuyến bay có thời gian khởi hành tại cổng dự kiến là 18:00, đã rời sân bay Heathrow đúng giờ.

### Mất liên lạc
Lúc 18:58, máy bay đã thiết lập liên lạc vô tuyến hai chiều với Cơ quan Kiểm soát Khu vực Đại dương Shanwick ở Prestwick trên tần số 123,95 MHz.
Clipper Maid of the Seas tiếp cận góc Solway Firth lúc 19:01 và băng qua bờ biển lúc 19:02 UTC. Trên phạm vi, máy bay hiển thị mã bộ phát đáp, hay "squawk", 0357 và cấp độ bay 310. Tại thời điểm này, Clipper Maid of the Seas đang bay ở độ cao 31.000 feet (9.400 m) trên hướng có từ tính 316° và ở độ cao 31.000 feet (9.400 m). tốc độ bay được hiệu chuẩn là 313 kn (580 km/h; 360 mph). Phân tích sau đó về tín hiệu radar của RSRE kết luận rằng máy bay đang theo dõi góc 321° (lưới) và di chuyển với tốc độ mặt đất 803 km/h (499 mph; 434 kn).[cần dẫn nguồn]
Lúc 19:02:44, Alan Topp, nhân viên giao thông quan tại Shanwick, truyền thông báo về tuyến đường biển của mình. Máy bay không thừa nhận tin nhắn này. Tiếng "quên cạch" của Clipper Maid of the Seas vụt tắt. Kiểm soát không lưu đã cố gắng liên lạc với chuyến bay nhưng không có phản hồi. Sau đó, một tiếng động lớn được ghi lại trên máy ghi âm buồng lái (CVR) lúc 19:02:50. Năm tiếng vang radar phát ra thay vì một.[18] [19] So sánh CVR với tín hiệu radar cho thấy, 8 giây sau vụ nổ, mảnh vỡ đã lan rộng 1 hải lý (1,9 km).[20] Một phi công của British Airways, đang lái tàu con thoi London-Glasgow gần Carlisle, đã gọi điện cho chính quyền Scotland để báo cáo rằng anh ta có thể nhìn thấy một đám cháy lớn trên mặt đất.[21]

### Sự vỡ tan của chiếc máy bay
Vụ nổ làm thủng một lỗ 50 cm (20 in) ở bên trái thân máy bay. Các nhà điều tra từ Cục Hàng không Liên bang Hoa Kỳ (FAA) kết luận rằng không có quy trình khẩn cấp nào được bắt đầu trong buồng lái.[22] CVR, nằm ở phần đuôi của máy bay, đã được cảnh sát tìm thấy trên một cánh đồng trong vòng 24 giờ. Không có cuộc gọi cấp cứu nào được ghi lại; có thể nghe thấy tiếng rít dài 180 mili giây khi vụ nổ phá hủy trung tâm liên lạc của máy bay.[23] Vụ nổ trong hầm máy bay còn nghiêm trọng hơn do thân máy bay bị giảm sức ép không kiểm soát được - sự chênh lệch lớn về áp suất giữa bên trong và bên ngoài máy bay. Dây cáp điều khiển thang máy và bánh lái của máy bay đã bị đứt và thân máy bay bị nghiêng xuống phía dưới và sang trái.[24]
Các nhà điều tra từ Chi nhánh Điều tra Tai nạn Hàng không của Bộ Giao thông Vận tải Anh kết luận rằng mũi máy bay đã bị thổi bay và tách khỏi thân chính trong vòng ba giây sau vụ nổ. Nón mũi được giữ trong thời gian ngắn bằng một dải kim loại nhưng hướng về phía sau, giống như nắp lon. Sau đó, nó lao lên và lùi về phía mạn phải, va chạm với động cơ số ba và hạ cánh cách thị trấn một khoảng cách, trên một ngọn đồi ở Tundergarth.

### Vụ nổ thùng xăng
Thân máy bay tiếp tục di chuyển về phía trước và xuống cho đến khi đạt độ cao 19.000 ft (5.800 m), khi nó lao xuống gần như thẳng đứng.[20]: 44  Do rung lắc quá mạnh, bộ ổn định dọc bị phân hủy, từ đó tạo ra chuyển động ngáp lớn. Khi thân máy bay phía trước tiếp tục tan rã, các mảnh vụn bay xé toạc cả hai bộ ổn định ngang, trong khi thân máy bay phía sau, ba động cơ còn lại và hộp mô-men xoắn ở vây tách rời.[22] Thân máy bay phía sau, các bộ phận của khoang hành lý và ba bộ phận hạ cánh hạ cánh tại Rosebank Crescent.[20]: 44  Thân máy bay bao gồm cấu trúc hộp cánh chính hạ cánh xuống Sherwood Crescent, phá hủy ba ngôi nhà và tạo ra một hố va chạm lớn. 200.000 lb (91.000 kg) nhiên liệu máy bay bốc cháy do va chạm đã gây ra hỏa hoạn, phá hủy thêm một số ngôi nhà. cấu trúc cánh chính được tìm thấy cách xa miệng núi lửa đã xác nhận ấn tượng ban đầu rằng cấu trúc hộp cánh hoàn chỉnh đã tồn tại trong vụ va chạm chính."[20]: 16
Cơ quan Khảo sát Địa chất Anh cách Eskdalemuir 23 km (14 mi) đã đăng ký một sự kiện địa chấn lúc 19:03:36 đo 1,6 trên thang cường độ mô men, được cho là do va chạm. Theo báo cáo, phần còn lại của mảnh vỡ bao gồm "thân máy bay hoàn chỉnh phía trước của trạm 480 đến trạm 380 và bao gồm cả sàn đáp và thiết bị hạ cánh ở mũi đã được tìm thấy nguyên vẹn tại một cánh đồng cách khoảng 4 km (2,5 mi) về phía đông." Lockerbie."[20]: 16  Cánh đồng này, nằm đối diện với Nhà thờ Tundergarth, là nơi mảnh vỡ dễ dàng được xác định nhất bằng hình ảnh về vụ tai nạn trên các phương tiện truyền thông, đã rơi "gần như phẳng ở phía bên trái, nhưng có phần mũi hơi hướng xuống".

## Nạn nhân trong chuyến bay

### Hành khách
Tất cả 243 hành khách và 16 thành viên phi hành đoàn đều thiệt mạng, cùng với 11 cư dân Lockerbie trên mặt đất. Trong tổng số 270 người thiệt mạng, có 190 người là công dân Mỹ và 43 người là công dân Anh. Mười chín quốc tịch khác đã được đại diện, với bốn hành khách trở xuống mỗi quốc gia.[9] [25]

### Phi hành đoàn
Chuyến bay 103 dưới sự chỉ huy của Cơ trưởng James B. MacQuarrie (55 tuổi), phi công Pan Am từ năm 1964 với gần 11.000 giờ bay, trong đó hơn 4.000 giờ được tích lũy trên 747 máy bay. Trước đây ông đã phục vụ ba năm trong Hải quân Hoa Kỳ và năm năm trong Lực lượng Vệ binh Quốc gia Không quân Massachusetts, nơi ông giữ cấp bậc thiếu tá. Sĩ quan thứ nhất Raymond R. Wagner (52 tuổi), phi công của Pan Am từ năm 1966 với gần 5.500 giờ trên chiếc 747 và tổng cộng gần 12.000 giờ, trước đó đã phục vụ 8 năm trong Lực lượng Vệ binh Quốc gia New Jersey. Kỹ sư bay Jerry D. Avritt (46 tuổi), gia nhập Pan Am năm 1980 sau 13 năm làm việc cho National Airlines, đã có hơn 8.000 giờ bay, trong đó gần 500 giờ trên chiếc 747. Phi hành đoàn buồng lái làm việc tại JFK.[20 ]
Sáu trong số 13 thành viên phi hành đoàn đã nhập tịch Mỹ khi làm việc cho Pan Am. Phi hành đoàn có trụ sở tại Heathrow và sống ở khu vực London hoặc đi lại từ khắp châu Âu. Tất cả đều ban đầu được Pan Am thuê và có thâm niên từ 9 tháng đến 28 năm.
Cơ trưởng, cơ phó, kỹ sư chuyến bay, một tiếp viên hàng không và một số hành khách hạng nhất được tìm thấy vẫn bị trói vào ghế bên trong phần mũi khi máy bay rơi ở Tundergarth. Một tiếp viên hàng không được vợ một nông dân tìm thấy còn sống nhưng đã chết trước khi được triệu tập đến giúp đỡ. Một số hành khách có thể vẫn còn sống trong thời gian ngắn sau khi va chạm; báo cáo của một nhà nghiên cứu bệnh học kết luận rằng ít nhất hai trong số những hành khách này có thể sống sót nếu họ được tìm thấy sớm.

## Các cảnh báo được đưa ra

### Cảnh báo của Phần Lan
Vào ngày 5 tháng 12 năm 1988 (16 ngày trước vụ tấn công), Cục Hàng không Liên bang Hoa Kỳ (FAA) đã ban hành một bản tin an ninh nói rằng, vào ngày hôm đó, một người đàn ông có giọng Ả Rập đã gọi điện đến Đại sứ quán Hoa Kỳ ở Helsinki, Phần Lan và báo cho họ rằng chuyến bay Pan Am từ Frankfurt đến Hoa Kỳ sẽ bị nổ tung trong vòng hai tuần tới bởi ai đó có liên hệ với Tổ chức Abu Nidal; ông nói rằng một phụ nữ Phần Lan đã vô tình mang quả bom lên máy bay với tư cách là người đưa thư.[42]
Cảnh báo ẩn danh đã được chính phủ Hoa Kỳ thực hiện nghiêm túc và Bộ Ngoại giao đã gửi bản tin này tới hàng chục đại sứ quán. FAA đã gửi nó tới tất cả các hãng hàng không Hoa Kỳ, bao gồm cả Pan Am, hãng đã tính phí an ninh cho mỗi hành khách là 5 USD, hứa hẹn một "chương trình sẽ sàng lọc hành khách, nhân viên, cơ sở sân bay, hành lý và máy bay một cách kỹ lưỡng không ngừng";[43 ] Đội an ninh ở Frankfurt tìm thấy lời cảnh báo dưới chồng giấy tờ trên bàn một ngày sau vụ đánh bom.[19] Một trong những người kiểm tra an ninh Frankfurt, người có nhiệm vụ phát hiện các thiết bị nổ dưới tia X, nói với ABC News rằng lần đầu tiên cô biết Semtex (chất nổ dẻo) là gì trong cuộc phỏng vấn với ABC 11 tháng sau vụ đánh bom.
Vào ngày 13 tháng 12, cảnh báo được đăng trên các bảng tin ở Đại sứ quán Hoa Kỳ ở Moscow và cuối cùng được phân phát tới toàn bộ cộng đồng người Mỹ ở đó, bao gồm cả các nhà báo và doanh nhân.[45]

### Cảnh báo của PLO
Chỉ vài ngày trước vụ đánh bom, lực lượng an ninh ở các nước châu Âu, trong đó có Anh, đã được đặt trong tình trạng báo động sau khi Tổ chức Giải phóng Palestine (PLO) cảnh báo rằng những kẻ cực đoan có thể tiến hành các cuộc tấn công khủng bố nhằm phá hoại cuộc đối thoại đang diễn ra giữa Mỹ và Palestine. PLO.[46]

## Yêu cầu trách nhiệm
Vào ngày xảy ra vụ đánh bom, Tổng cục An ninh Đối ngoại Pháp đã được người đồng cấp Anh thông báo rằng Anh nghi ngờ người Libya đứng sau vụ đánh bom.[47]
Theo phân tích của CIA ngày 22 tháng 12 năm 1988, một số nhóm đã nhanh chóng nhận trách nhiệm trong các cuộc gọi điện thoại ở Hoa Kỳ và Châu Âu:
Một người gọi điện cho rằng một nhóm được gọi là "Những người bảo vệ Cách mạng Hồi giáo" đã phá hủy chiếc máy bay để trả đũa chuyến bay 655 của Iran Air bị lực lượng Mỹ bắn hạ ở Vịnh Ba Tư vào tháng 7 trước đó.
Một người gọi điện tự xưng là đại diện cho Tổ chức Thánh chiến Hồi giáo nói với ABC News ở New York rằng nhóm này đã đặt bom để kỷ niệm lễ Giáng sinh.
Một người gọi khác cho biết chiếc máy bay đã bị Mossad, cơ quan tình báo Israel bắn hạ.[48][49]
Tác giả của danh sách lưu ý: "Chúng tôi coi những tuyên bố từ Những người bảo vệ Cách mạng Hồi giáo là tuyên bố đáng tin cậy nhất nhận được cho đến nay", nhưng bản phân tích kết luận: "Chúng tôi không thể quy trách nhiệm về thảm kịch này cho bất kỳ nhóm khủng bố nào vào thời điểm này. điều đó, như thường lệ, nhiều nhóm sẽ tìm cách đòi công lao."[48][49]
Muammar Gaddafi nhận trách nhiệm về vụ đánh bom Lockerbie và bồi thường cho gia đình các nạn nhân vào năm 2003, mặc dù ông khẳng định rằng ông không ra lệnh tấn công.[3] Vào ngày 22 tháng 2 năm 2011, trong Nội chiến Libya, cựu Bộ trưởng Bộ Tư pháp Mustafa Abdul Jalil tuyên bố trong một cuộc phỏng vấn với tờ báo Thụy Điển Expressen rằng Gaddafi đã đích thân ra lệnh đánh bom.[50] Jalil tuyên bố sở hữu "các tài liệu chứng minh [những cáo buộc của anh ta] và [rằng anh ta] sẵn sàng giao chúng cho tòa án hình sự quốc tế."[51]
Vào tháng 12 năm 2013, nghi phạm chính ban đầu trong vụ đánh bom được tiết lộ là Mặt trận Bình dân Giải phóng Palestine - Bộ Tư lệnh (PFLP-GC), một nhóm có trụ sở tại Syria do Ahmed Jibril lãnh đạo. Một loạt cảnh báo ngay trước thảm họa bao gồm một cảnh báo có nội dung: 'nhóm người Palestine không liên kết với PLO có ý định tấn công các mục tiêu của Mỹ ở châu Âu. Khung thời gian có mặt. Các mục tiêu được chỉ định là Hãng hàng không Pan Am và các căn cứ quân sự của Hoa Kỳ.' Năm tuần trước lời cảnh báo này, cánh tay phải của Jibril, Haffez Dalkamoni, đã bị bắt tại Frankfurt cùng với một kẻ chế tạo bom nổi tiếng, Marwen Khreesat. "Sau đó, các quan chức tình báo Hoa Kỳ xác nhận rằng các thành viên của nhóm đã theo dõi các cơ sở của Pan Am tại sân bay Frankfurt. Theo báo cáo của Dalkamoni, bom do Khreesat chế tạo đang ẩn náu ở đâu đó." -các quan chức cấp cao của Syria rằng PFLP-GC có liên quan và các quan chức đó đã tương tác với Jibril "thường xuyên".[53] Năm 2014, một cựu điệp viên Iran khẳng định rằng Iran đã ra lệnh tấn công.[54] Bộ Ngoại giao Iran nhanh chóng phủ nhận mọi liên quan.[55]

## Đền bù thiệt hại

### Phía Libya
Vào ngày 29 tháng 5 năm 2002, Libya đã đưa ra số tiền lên tới 2,7 tỷ USD để giải quyết yêu cầu bồi thường cho gia đình của 270 người thiệt mạng trong vụ đánh bom Lockerbie, tương đương 10 triệu USD cho mỗi gia đình. Lời đề nghị của Libya là 40% số tiền sẽ được giải ngân khi các lệnh trừng phạt của Liên hợp quốc, bị đình chỉ vào năm 1999, bị hủy bỏ; 40% khác khi lệnh trừng phạt thương mại của Mỹ được dỡ bỏ; và 20% cuối cùng khi Bộ Ngoại giao Hoa Kỳ loại Libya khỏi danh sách các quốc gia tài trợ cho khủng bố.[132]
Jim Kreindler của công ty luật Kreindler & Kreindler ở New York, đơn vị đứng ra dàn xếp, cho biết: "Đây là những vùng biển chưa được khám phá. Đây là lần đầu tiên bất kỳ bang nào được chỉ định là nhà tài trợ cho khủng bố lại đề nghị bồi thường cho gia đình các nạn nhân khủng bố." Bộ Ngoại giao Hoa Kỳ khẳng định rằng họ không liên quan trực tiếp. Một quan chức Bộ Ngoại giao cho biết: "Một số gia đình muốn tiền mặt, số khác nói đó là tiền máu".
Bồi thường cho gia đình các nạn nhân PA103 là một trong những bước do Liên Hợp Quốc đặt ra nhằm dỡ bỏ lệnh trừng phạt đối với Libya. Các yêu cầu khác bao gồm việc chính thức lên án chủ nghĩa khủng bố—mà Libya cho biết họ đã thực hiện—và "chấp nhận trách nhiệm về hành động của các quan chức của mình".[133][132]
Vào ngày 15 tháng 8 năm 2003, đại sứ Liên Hợp Quốc của Libya, Ahmed Own, đã gửi một lá thư tới Hội đồng Bảo an Liên Hợp Quốc chính thức chấp nhận "trách nhiệm về hành động của các quan chức" liên quan đến vụ đánh bom Lockerbie.[134] . Chính phủ Libya sau đó đã tiến hành bồi thường cho mỗi gia đình số tiền 8 triệu USD (trong đó đã khấu trừ phí pháp lý khoảng 2,5 triệu USD) và kết quả là Liên hợp quốc đã hủy bỏ các lệnh trừng phạt đã bị đình chỉ 4 năm trước đó, và hoạt động thương mại của Mỹ cũng bị ảnh hưởng. lệnh trừng phạt đã được dỡ bỏ. Mỗi gia đình sẽ có thêm 2 triệu USD nếu Bộ Ngoại giao Hoa Kỳ loại Libya khỏi danh sách các quốc gia được coi là hỗ trợ khủng bố quốc tế, nhưng vì điều này không xảy ra trước thời hạn do Libya đặt ra nên Ngân hàng Trung ương Libya đã rút số tiền còn lại của Hoa Kỳ. 540 triệu USD vào tháng 4 năm 2005 từ tài khoản ký quỹ ở Thụy Sĩ, qua đó khoản bồi thường 2,16 tỷ USD trước đó cho gia đình nạn nhân đã được trả.[135] Hoa Kỳ tuyên bố nối lại quan hệ ngoại giao đầy đủ với Libya sau khi quyết định loại nước này khỏi danh sách các quốc gia hỗ trợ khủng bố vào ngày 15 tháng 5 năm 2006.[136]
Vào ngày 24 tháng 2 năm 2004, Thủ tướng Libya Shukri Ghanem tuyên bố trong một cuộc phỏng vấn với BBC Radio 4 rằng đất nước của ông đã trả khoản bồi thường như "cái giá cho hòa bình" và để đảm bảo việc dỡ bỏ các lệnh trừng phạt. Khi được hỏi liệu Libya có nhận tội hay không, ông nói: "Tôi đồng ý với điều đó". Ông cũng cho biết không có bằng chứng nào cho thấy Libya có liên quan đến vụ bắn chết sĩ quan cảnh sát Yvonne Fletcher bên ngoài Đại sứ quán Libya ở London vào tháng 4 năm 1984. Gaddafi sau đó đã rút lại bình luận của Ghanem dưới áp lực từ Washington và London.[137] Một vụ kiện dân sự chống lại Libya tiếp tục cho đến ngày 18 tháng 2 năm 2005 thay mặt cho Pan Am và các công ty bảo hiểm của nó, công ty này đã phá sản một phần do cuộc tấn công. Hãng hàng không đòi 4,5 tỷ USD cho việc mất máy bay và ảnh hưởng đến hoạt động kinh doanh của hãng.[138]
Sau quyết định của SCCRC vào tháng 6 năm 2007, đã có ý kiến cho rằng, nếu lần kháng cáo thứ hai của Megrahi thành công và bản án của ông ta bị hủy bỏ, Libya có thể tìm cách đòi lại khoản bồi thường 2,16 tỷ USD đã trả cho người thân.[139] Được phỏng vấn bởi tờ báo Pháp Le Figaro vào ngày 7 tháng 12 năm 2007, Saif al-Islam Gaddafi nói rằng bảy người Libya bị kết án về chuyến bay Pan Am 103 và vụ đánh bom chuyến bay 772 UTA "là vô tội". Khi được hỏi liệu Libya có yêu cầu hoàn lại số tiền bồi thường đã trả cho gia đình các nạn nhân hay không (tổng cộng 33 tỷ USD), Saif Gaddafi trả lời: "Tôi không biết".
Sau các cuộc thảo luận ở London vào tháng 5 năm 2008, các quan chức Mỹ và Libya đã đồng ý bắt đầu đàm phán để giải quyết tất cả các yêu cầu bồi thường song phương còn tồn đọng, bao gồm cả những yêu cầu liên quan đến Chuyến bay 772 của UTA, vụ đánh bom vũ trường Berlin năm 1986 và Chuyến bay Pan Am 103.[141] Vào ngày 14 tháng 8 năm 2008, một thỏa thuận bồi thường giữa Mỹ và Libya đã được ký kết tại Tripoli bởi Trợ lý Ngoại trưởng Hoa Kỳ David Welch và người đứng đầu các vấn đề Mỹ của Bộ Ngoại giao Libya, Ahmed al-Fatroui. Thỏa thuận bao gồm 26 vụ kiện do công dân Mỹ đệ trình chống lại Libya và ba vụ kiện của công dân Libya liên quan đến vụ đánh bom của Mỹ vào Tripoli và Benghazi vào tháng 4 năm 1986 khiến ít nhất 40 người thiệt mạng và 220 người bị thương.[142] Vào tháng 10 năm 2008, Libya đã trả 1,5 tỷ USD vào một quỹ sẽ được sử dụng để bồi thường cho thân nhân của những người bị thiệt mạng.
1. Nạn nhân vụ đánh bom Lockerbie nhận 20% còn lại theo thỏa thuận năm 2003
2. Các nạn nhân người Mỹ trong vụ đánh bom vũ trường Berlin năm 1986;

3. Các nạn nhân người Mỹ trong vụ đánh bom chuyến bay 772 của UTA năm 1989
4.Các nạn nhân Libya trong vụ Mỹ ném bom Tripoli và Benghazi năm 1986.
(Libya còn bị cáo buộc là tài trợ cho các phần tử khủng bố cho vụ khủng bố chuyến bay 73 của Pan Am tại Ấn Độ)
Do đó, Tổng thống Bush đã ký Sắc lệnh hành pháp 13477 khôi phục quyền miễn trừ của chính phủ Libya trước các vụ kiện liên quan đến khủng bố và bác bỏ tất cả các trường hợp bồi thường đang chờ xử lý ở Mỹ, Nhà Trắng cho biết.[143] Người phát ngôn Bộ Ngoại giao Hoa Kỳ, Sean McCormack, gọi động thái này là một "cột mốc đáng khen ngợi... dọn đường cho mối quan hệ đối tác Mỹ-Libya tiếp tục và mở rộng."[144]
Trong một cuộc phỏng vấn được chiếu trên The Consocracy Files: Lockerbie của BBC Two vào ngày 31 tháng 8 năm 2008, Saif Gaddafi nói rằng Libya đã thừa nhận trách nhiệm về vụ đánh bom Lockerbie chỉ để được dỡ bỏ các lệnh trừng phạt thương mại. Ông tiếp tục mô tả gia đình của các nạn nhân Lockerbie là những người rất tham lam: "Họ đòi thêm tiền, nhiều tiền và nhiều tiền hơn nữa". Một số gia đình nạn nhân từ chối nhận tiền bồi thường vì họ tin rằng Libya không phải chịu trách nhiệm.[147]

### Phía Pan Am
Năm 1992, một tòa án liên bang Hoa Kỳ kết luận Pan Am có hành vi sai trái cố ý do sàng lọc an ninh lỏng lẻo do không thực hiện đối chiếu hành lý, một chương trình an ninh mới được FAA ủy quyền trước khi xảy ra vụ việc, trong đó yêu cầu hành lý không có người đi kèm phải được khám xét bằng tay và kiểm tra. đảm bảo hành khách lên chuyến bay có hành lý ký gửi; Pan Am dựa nhiều hơn vào phương pháp sàng lọc bằng tia X kém hiệu quả hơn. Hai trong số các công ty con của Pan Am, Alert Management Inc., chịu trách nhiệm đảm bảo an ninh cho Pan Am tại các sân bay nước ngoài, và Pan American World Services, cũng bị kết tội.[151]

## Tưởng niệm
Có một số đài tưởng niệm riêng tư và công cộng cho các nạn nhân PA103. Dark Elegy là tác phẩm của nhà điêu khắc Suse Lowenstein ở Long Island, có con trai Alexander, khi đó 21 tuổi, là hành khách trên chuyến bay. Tác phẩm gồm 43 bức tượng khỏa thân của những người vợ, người mẹ mất chồng hoặc con. Bên trong mỗi tác phẩm điêu khắc có một vật lưu niệm cá nhân của nạn nhân.[152]

### Hoa Kỳ
Vào ngày 3 tháng 11 năm 1995, Tổng thống Hoa Kỳ lúc bấy giờ là Bill Clinton đã xây dựng Đài tưởng niệm các nạn nhân tại Nghĩa trang Quốc gia Arlington,[153] và có những đài tưởng niệm tương tự tại Đại học Syracuse; Nghĩa trang Dryfesdale, gần Lockerbie; và ở Sherwood Crescent, Lockerbie.[154]
Đại học Syracuse tổ chức một tuần tưởng niệm hàng năm mang tên "Tuần lễ tưởng nhớ" để tưởng nhớ 35 sinh viên đã mất. Ngày 21 tháng 12 hàng năm, một buổi lễ được tổ chức tại nhà nguyện của trường đại học lúc 14:03 (19:03 UTC), đánh dấu thời điểm quả bom trên máy bay được phát nổ.[155] Trường đại học cũng trao học phí đại học cho hai sinh viên Học viện Lockerbie mỗi năm, dưới hình thức học bổng Lockerbie. Ngoài ra, hàng năm trường còn trao 35 suất học bổng cho học sinh cuối cấp để vinh danh mỗi người trong số 35 sinh viên thiệt mạng.[156][157] "Học bổng tưởng nhớ" là một trong những vinh dự cao nhất mà một sinh viên đại học ở Syracuse có thể nhận được. SUNY Oswego cũng trao học bổng tưởng nhớ Colleen Brunner cho một sinh viên đang du học.[158] Một tấm bảng tưởng niệm và khu vườn để tưởng nhớ hai sinh viên thiệt mạng trong vụ đánh bom được đặt tại Eastman Quadrangle của Đại học Rochester.[159]
Tấm bảng tưởng niệm để vinh danh Eric Coker và Katharine Hollister, Eastman Quadrangle, Đại học Rochester
Tại Đại học Cornell, quỹ từ khoản thanh toán của Libya được sử dụng để thành lập chức giáo sư tưởng niệm nhằm vinh danh sinh viên Kenneth J. Bissett.[160]

### The women of Lockerbie
The women of Lockerbie (2003) là một vở kịch được viết bởi Deborah Brevoort mô tả một người phụ nữ đến từ New Jersey lang thang trên những ngọn đồi ở Lockerbie, Scotland. Người mẹ này đã mất con trai mình một cách bi thảm trong vụ đánh bom chuyến bay Pan Am 103. Khi ở Lockerbie, 7 năm sau chuyến bay, bà gặp những người phụ nữ đã chứng kiến và bị ảnh hưởng bởi chính vụ tai nạn trong khi bà cố gắng tìm cách kết thúc.[161] Vở kịch này đã nhận được Huy chương Bạc từ Cuộc thi Viết kịch Quốc tế Onassis và giải thưởng của Quỹ Trung tâm Kennedy dành cho các vở kịch Mỹ mới.[162]

### Lockerbie
Đài tưởng niệm chính của Vương quốc Anh nằm tại Nghĩa trang Dryfesdale cách Lockerbie khoảng 1,5 km về phía tây. Có một bức tường đá hình bán nguyệt trong khu vườn tưởng niệm ghi tên và quốc tịch của tất cả các nạn nhân cùng với các phiến đá và đài tưởng niệm cá nhân. Bên trong nhà nguyện ở Dryfesdale có một cuốn sách tưởng nhớ. Có những đài tưởng niệm ở các nhà thờ Công giáo La Mã Lockerbie và Moffat, nơi có những tấm bảng liệt kê tên của tất cả 270 nạn nhân. Trong Phòng Hội đồng Tòa thị chính Lockerbie, có một cửa sổ kính màu vẽ cờ của 21 quốc gia có công dân thiệt mạng trong thảm họa. Ngoài ra còn có một cuốn sách tưởng niệm tại thư viện công cộng Lockerbie và một cuốn khác tại Nhà thờ Tundergarth.[163][164] Tại Sherwood Crescent có một khu vườn tưởng nhớ bảy cư dân Lockerbie thiệt mạng khi mảnh vỡ chính của máy bay rơi xuống đó, phá hủy nhà cửa của họ.[165]

## Sự sụp đổ của Pan Am
Do chi phí nhiên liệu tăng cao cũng như không thể khai thác các tuyến nội địa, các vụ tai nạn trong quá khứ như Pan Am 1736, Pan Am 103, Pan Am 73, Pan Am 529, ... khiến hãng bị mất uy tín, hãng hàng không này bắt đầu thua lỗ và cuối cùng sụp đổ .

## Những vụ tai nạn liên quan
1. Vụ khủng bố 11/9 - Vụ khủng bố chống lại nước Mỹ tồi tệ nhất thế giới
2. Chuyến bay 182 của Air India - Một vụ đánh bom khủng bố khác trên Đại Tây Dương trên đường tới London qua không phận Ireland
3. Chuyến bay 8969 của Air France
4. Chuyến bay 772 của UTA
5. Chuyến bay 73 của Pan Am
6. Chuyến bay 181 của Lufthansa
7. Chuyến bay 117 của Singapore Airlines
8. Chuyến bay 705 của FedEx